# Булево кольцо
Булево кольцо — кольцо с идемпотентным умножением, то есть, кольцо {\displaystyle (R,+,\cdot )}, в котором {\displaystyle x^{2}=x} для всех {\displaystyle x\in R}.

## Связь с булевой алгеброй
Самый известный пример булева кольца получается из булевой алгебры {\displaystyle (B,\land ,\lor ,\lnot )} введением сложения и умножения следующим образом:
- {\displaystyle x+y=(x\land \lnot y)\lor (\lnot x\land y)},
- {\displaystyle x\cdot y=x\land y}.

В частности, булеан некоторого множества {\displaystyle X} образует булево кольцо относительно симметрической разности и пересечения подмножеств. В связи с этим основным примером, вводящим сложение в булевом кольце как «исключающее или» для булевых алгебр, а умножение — как конъюнкцию, для сложения в булевых кольцах иногда используются символ {\displaystyle \oplus }, а для умножения — знаки решёточной нижней грани ({\displaystyle \land }, {\displaystyle \cap }, {\displaystyle \sqcap }).
Всякое булево кольцо, полученное таким образом из булевой алгебры, обладает единицей, совпадающей с единицей исходной булевой алгебры. Кроме того, всякое булево кольцо с единицей {\displaystyle (R,+,\cdot ,1)} однозначно определяет булеву алгебру следующими определениями операций:
- {\displaystyle x\land y=x\cdot y},
- {\displaystyle x\lor y=x+y+xy},
- {\displaystyle \lnot x=1+x}.

## Свойства
В каждом булевом кольце {\displaystyle (R,+,\cdot )} выполнено {\displaystyle x+x=0} как следствие идемпотентности относительно умножения:
{\displaystyle x+x=(x+x)^{2}=x+x+x+x},
и так как {\displaystyle (R,+)} в кольце является абелевой группой, то можно вычесть компонент {\displaystyle x+x} из обеих частей этого уравнения.
Всякое булево кольцо коммутативно, что также является следствием идемпотентности умножения:
{\displaystyle x+y=(x+y)^{2}=x^{2}+xy+yx+y^{2}=x+y+xy+yx},
что даёт {\displaystyle xy+yx=0}, что, в свою очередь, означает {\displaystyle xy=yx}.
Всякое нетривиальное конечное булево кольцо является прямой суммой полей вычетов по модулю 2 ({\displaystyle \mathbb {Z} _{2}}) и обладает единицей.
Факторкольцо {\displaystyle R/I} любого булева кольца по произвольному идеалу {\displaystyle I} также является булевым кольцом. Таким же образом, любое подкольцо некоторого булева кольца является булевым кольцом. Каждый простой идеал {\displaystyle P} в булевом кольце {\displaystyle R} является максимальным: факторкольцо {\displaystyle R/P} является областью целостности, а также булевым кольцом, поэтому оно изоморфно полю {\displaystyle \mathbb {F} _{2}}, что показывает максимальность {\displaystyle P}. Так как максимальные идеалы всегда простые, понятия простого и максимального идеалов совпадают для булевых колец.
Булевы кольца являются абсолютно плоскими, то есть любой модуль над ними является плоским.
Каждый идеал с конечным числом образующих булева кольца является главным.